# Georgij Nikolaevič Frederiks
Georgij Nikolaevič Frederiks (in russo Георгий Николаевич Фредерикc?) (3 aprile 1889 – Leningrado, 18 febbraio 1938) è stato un geologo russo.
Specializzato in paleontologia, tettonica e stratigrafia. Descrisse molti fossili taxa prima di diventare una vittima del grande terrore.